# گرند چاینا ایر
گرند چاینا ایر (به انگلیسی: Grand China Air) یک شرکت هواپیمایی با کد یاتا CN است که در تاریخ ۲۰۰۷ میلادی تأسیس شده است. دفتر مرکزی گرند چاینا ایر در پکن، جمهوری خلق چین واقع شده‌است.